# Campeonato Cearense 1951
In 1951 werd het 37ste Campeonato Cearense gespeeld voor clubs uit Braziliaanse staat Ceará. De competitie werd georganiseerd door de FCF en werd gespeeld van 13 mei 1951 tot 13 april 1952. Ceará werd kampioen.

## Eerste toernooi
| Plaats | Club        | Wed. | W | G | V | Saldo | Ptn. |
| ------ | ----------- | ---- | - | - | - | ----- | ---- |
| 1.     | Ceará       | 5    | 4 | 1 | 0 | 17:7  | 9    |
| 2.     | Ferroviário | 5    | 4 | 0 | 1 | 20:7  | 8    |
| 3.     | Fortaleza   | 5    | 3 | 1 | 1 | 13:14 | 7    |
| 4.     | Gentilândia | 5    | 1 | 1 | 3 | 7:13  | 3    |
| 5.     | Nacional    | 5    | 1 | 0 | 4 | 8:17  | 2    |
| 6.     | América     | 5    | 0 | 1 | 4 | 6:13  | 1    |

|  | Uitgeschakeld voor tweede toernooi |

## Tweede toernooi
| Plaats | Club        | Wed. | W | G | V | Saldo | Ptn. |
| ------ | ----------- | ---- | - | - | - | ----- | ---- |
| 1.     | Ceará       | 8    | 8 | 0 | 0 | 34:5  | 16   |
| 2.     | Ferroviário | 8    | 4 | 2 | 2 | 13:7  | 10   |
| 3.     | Fortaleza   | 8    | 3 | 1 | 4 | 24:14 | 7    |
| 4.     | Nacional    | 8    | 2 | 0 | 6 | 11:45 | 4    |
| 5.     | Gentilândia | 8    | 1 | 1 | 6 | 12:23 | 3    |

|  | Kampioen |

### Kampioen
| Campeonato Cearense de 1951 |
| Ceará                       |
| --------------------------- |
| CEARÁ Kampioen (14° titel)  |